# Matthias Schoch
Pour les articles homonymes, voir Schoch.
 (décembre 2021).
Matthias Schoch, né le 23 janvier 1986 à Winterthour est un acteur suisse.

## Biographie
Au cours de son adolescence, Matthias Schoch tourne déjà lui-même des courts métrages, notamment dans le cadre de son école.
À l'âge de 18 ans, il remarque sur un panneau d'affichage dans son gymnase une annonce pour des castings. L'un d'eux est dirigé par le metteur en scène Christoph Schaub, qui le fait figurer dans quelques scènes. Cette rencontre sera déterminante : Schaub le rappelle quelque temps plus tard pour lui donner le rôle principal de son film Jeune homme, qui sera tourné en automne 2005 et sortira en 2006. Lors du tournage, il bénéficie des conseils et de l'expérience du célèbre acteur Hanspeter Müller, qui joue d'ailleurs le rôle du père de son personnage dans le film.
De 2007 à 2010, il suit une formation d'acteur à la Haute École d'art de Zurich.

## Filmographie
- 2006 : Jeune homme, de Christoph Schaub : Sebastian Zollweger
- 2008 : Alice-Paris
- 2008 : Fratzen
- 2009 : La Disparition de Julia, de Christoph Schaub
- 2010 : Reduit, de Carmen Stadler
- 2010 : Balz, de Cyrill Daepp
- 2011 : Baumhaus
- 2011 : De Roni, d'Andrea Schneider
- 2013 : Huere müesahm
- 2014 : Break-ups (série Web)
- 2014 : Ziellos, de Niklaus Hilber
- 2015 : Stöffitown
- 2015 : Verliese des Flüchtigen
- 2016 : Moby
- 2019 : Die fruchtbaren Jahre sind vorbei